# Пјан ди Фрасо II (Рим)
Пјан ди Фрасо II је насеље у Италији у округу Рим, региону Лацио.
Према процени из 2011. у насељу је живело 83 становника. Насеље се налази на надморској висини од 54 м.